# Rudolf Hartmann (Politiker, 1856)

Rudolf Hartmann

Rudolf Wilhelm Karl Hartmann (* 20. März 1856 in Brüssow, Kreis Prenzlau; † Mai 1929 in Gleiwitz) war ein deutscher Politiker (DNVP).

## Leben und Tätigkeit
Hartmann wurde im brandenburgischen Brüssow geboren. Er war ein Sohn des Arnold Heinrich Karl Hartmann und seiner Frau Johanne Marie Luise, geb. Wolf. Sein jüngerer Bruder war der Architekt Arnold Hartmann.
Nach dem Abitur auf dem Gymnasium in Stettin studierte Hartmann, der evangelischen Glaubens war, zunächst von 1876 bis 1879 Mathematik und Naturwissenschaften in Göttingen und Berlin und anschließend in Berlin Medizin. Zu seinen Lehrern gehörten Bernhard von Langenbeck und Heinrich Adolf von Bardeleben. 1883 wurde er in Berlin zum Doktor der Medizin promoviert. 
Hartmann praktizierte als Badearzt in Berg Dievenow und war später Assistenzarzt im Knappschaftslazarett Königshütte. Nach Stationen in anderen Knappschaftskrankenhäusern, so auch als Chefarzt in Zabrze, wurde er nach dem Tod von Wilhelm Wagner 1900 Chefarzt des Knappschaftslazaretts in Königshütte. Er war Mitglied des Vorstandes der Ärztekammer der Provinz Schlesien.
In der Zeit des Kaiserreiches gehörte Hartmann der Nationalliberalen Partei an. Von 1893 bis 1900 war Hartmann Kreisausschussmitglied im Kreis Zabrze. Seit 1903 gehörte er dann dem Kreistag von Beuthen-Land an.
Im Gegensatz zum Großteil seiner Parteifreunde der Nationalliberalen Partei beteiligte Hartmann sich nach dem Zusammenbruch des Kaiserreiches im Herbst 1918 nicht an der Gründung der DVP, sondern ging zur weiter rechtsstehenden DNVP.
1919/20 war Hartmann für die DNVP Mitglied der Weimarer Nationalversammlung. Anschließend war er von 1920 bis November 1922 Reichstagsabgeordneter. Sein Mandat erlosch nach der Neuwahl im Wahlkreis 10 am 19. November 1922.
In der Nationalversammlung sprach er sich am 11. April 1919 – im Gegensatz zu vielen anderen Abgeordneten – aus Gründen der Gesundheitsvorsorge für den Gesetzentwurf der Reichsregierung zur Beibehaltung der Sommerzeit aus, konnte sich aber gegen parteiübergreifende Mehrheit der Abgeordneten nicht durchsetzen.
In den 1920er Jahren ist Hartmann in den Adressbüchern für Gleiwitz als „Geheimer Sanitätsrat“ mit Wohnsitz in Gleiwitz, Mühlstraße 1, nachweisbar.

## Schriften
- Beitrag zur Aetiologie des Icterus neonatorum mit Bemerkungen über den Kreislauf und den Stoffwechsel des Neugeborenen, Berlin 1883. (Dissertation)